# Rudolf Jung (Geodät)
(Friedrich) Rudolf Jung (* 10. November 1909 in Stolberg (Rheinland); † 3. November 1961 in Aachen) war ein deutscher Geodät und Rektor der RWTH Aachen.

## Leben und Wirken
Nach seinem Abitur im Jahr 1928 studierte Jung Geodäsie an der Universität Bonn, absolvierte hier 1931 seine Erste sowie 1935 seine Zweite Staatsprüfung und promovierte im Jahr 1937 mit einem geodätisch-astronomischen Thema zum Dr. Phil. bei Arnold Kohlschütter. Nach erfolgter Beförderung zum Baurat und einer kurzen Amtszeit ab 1938 an der Staatsbauschule Charlottenburg knüpfte er unverzüglich Kontakte zur Technischen Hochschule Berlin, wo er in den schwierigen Kriegsjahren als Privatdozent übernommen wurde und sich 1941 habilitierte. Auf Grund der massiven Kriegsschäden und des damit reduzierten Lehrbetriebs wechselte Jung nach dem Krieg im Januar 1946 als Regierungsrat und Leiter der Abteilung Seekartenwerk an das Deutsche Hydrographische Institut nach Hamburg, wo er 1948 zum Oberregierungsrat befördert und nach erfolgter Umhabilitation wiederum als Privatdozent an die Universität Hamburg übernommen wurde. Am 1. Oktober 1950 folgte Jung schließlich einen Ruf an die RWTH Aachen, wo er als ordentlicher Professor für Geodäsie an die Fakultät für Bauingenieurwesen berufen wurde. Hier blieb er bis zu seiner Emeritierung im Jahr 1961, war dabei unter anderem zwei Jahre lang Vorsteher der Abteilung für Bauingenieurwesen, Dekan der Fakultät für Bauwesen und leitete zwischenzeitlich von 1956 bis 1958 die Hochschule auch als deren Rektor.
Darüber hinaus war Jung als Mitglied in den unten aufgeführten verschiedenen Vereinigungen Gremien und Verbänden aktiv:
- Landesverband Nordwest des Deutschen Vereins für Vermessungswesen, wo er die Position des Schatzmeisters innehatte und im Jahr 1954 maßgeblich mit daran beteiligt war, dass seitdem eine jährliche Arbeitstagung im Essener  Haus der Technik stattfindet;
- Deutsche Gesellschaft für Photogrammetrie, Fernerkundung und Geoinformation, die er von 1950 bis 1953 als stellvertretender Vorsitzender und von 1955 bis 1958 als Vorsitzender leitete;
- Fédération Internationale des Géomètres (FIG), in der er von 1951 bis 1956 die Präsidentschaft für die Kommission III (Methoden, Instrumente, Photogrammetrie und Kartographie) innehatte;
- Bayerische Akademie der Wissenschaften, deren Deutscher Geodätischer Kommission er ab 1960 als Präsident vorstand.

Jungs Hauptaufgabengebiete waren die Ingenieurvermessungen; die Photogrammetrie und Kartographie sowie die Themen Nivellement und Schwere. Ferner oblagen ihm der völlige Neuaufbau des Geodätischen Instituts mit den neuesten technischen Geräten jener Zeit wie beispielsweise das Zeiss-Entzerrungsgerät SEG V, den Stereoplanigraphen C8, den Wild-Autographen A8 und den Jenaer Stereographen 1318  sowie die Schaffung der Voraussetzungen für ein geodätisches Vollstudium an der RWTH Aachen. Hierzu sollte auch ein neuer Lehrstuhl für „Höhere Geodäsie“ eingeführt werden, den Jung als erster bekleiden sollte. Dies ließ sich aber durch seinen unerwarteten frühen Tod am 3. November 1961 nicht mehr realisieren.

## Werke (Auswahl)
- h und _h63 Persei. Berlin: Ferdinand Dümmlers Verl [bh.], 1937
- Der Einfluss der wahren Schwere auf die Nivellements hoher Genauigkeit. Berlin [SW 68, Wilhelmstr. 9]: Reichsamt für Landesaufnahme, 1941
- Deutscher Landesbericht und Generalbericht der Kommission 3 (vermessungstechnische Instrumente und Methoden, Photogrammetrie, Kartographie) der Fédération internationale des géomètrès (F.i.g.) zum 8. internationalen Kongress in Paris 1953. Aachen: Geodätisches Institut der Rheinisch-Westfälischen Technischen Hochschule Aachen, 1954
- Die Bedeutung der Photogrammetrie für die Vermessung der Erde. Essen: Girardet, 1957
- Flurbereinigung und Folgemaßnahmen. Düsseldorf: Landwirtschaftliche Abt. der Thomasphosphatfabriken, 1964, 3. Aufl. (posthum)